# بنجامين فرانكلين تشيثام
بنجامين فرانكلين تشيثام (بالإنجليزية: Benjamin F. Cheatham)‏ (و. 1820 – 1886 م) هو ضابط أمريكي، ولد في ناشفيل، تينيسي، كان عضوًا في الحزب الديمقراطي، ويحمل رتبة عسكرية لواء، توفي في ناشفيل، تينيسي، عن عمر يناهز 66 عاماً.